# リチャード・マシスン
リチャード・マシスン（英:Richard Burton Matheson、1926年2月20日 - 2013年6月23日）は、アメリカ合衆国の小説家、SF作家、ホラー小説作家、ファンタジー作家、ウエスタン作家、脚本家、映画プロデューサー、俳優。
1960年代は、「リチャード・マティスン」と表記されていた。

## 経歴と作品
ニュージャージー州生まれ。ノルウェー移民の両親を持つ。ブルックリン工科高校を卒業後、幼年兵として第二次世界大戦に従軍する。1949年ミズーリ大学卒業（学士、ジャーナリズム専攻）。1950年、『ファンタジイ・アンド・サイエンス・フィクション』誌に掲載の短編「モンスター誕生（男と女から生まれたもの）」("Born of Man and Woman")でデビューする。
優れたストーリーテリング能力を駆使し、ひとつのアイディアを丁寧かつ繊細な描写で語るというスタイルを持つ。映像媒体の脚本でもその才能を遺憾なく発揮し、スティーヴン・スピルバーグの『激突!』（原作と脚本）、『ヘルハウス』（原作と脚本）、エドガー・アラン・ポー原作の『恐怖の振子』、『黒猫の怨霊』、『忍者と悪女』、自作品『Bid Time Return 』の改作脚本版『ある日どこかで』などの映画作品の他 、『ミステリー・ゾーン／トワイライト・ゾーン』や『事件記者コルチャック』などのテレビドラマの脚本も多く手がけている。
『トワイライト・ゾーン』などのテレビドラマでは、常連の脚本家は他にチャールズ・ボーモントやロバート・ブロック、ハーラン・エリスン（『トワイライト・ゾーン』にはかかわらず、『アウター・リミッツ』の脚本を担当）らがおり、作家ピーター・ストラウブはかれらを「マシスン・マフィア」と呼んだ。
『ある日どこかで』ではカメオ出演していたが、『ゴッドファーザーPARTII』にも出ているというデマがいまだに流れている。本人は生前、ずっとそれを否定していた。デマの原因は、『ゴッドファーザーPARTII』にマシスンと仕事の縁が深かったロジャー・コーマン（ポー映画の製作・監督）と、バック・ホウトン（『ミステリーゾーン』の現場制作責任者）が一人おいて並んで出演している場面があり、その間にすわっている男はマシスンに違いないと、マシスンに面識のないマニアが言い出したのがきっかけ。場面を見ればわかるが、まったく似ていない人物で、それでもマニアがそのあとでコーマンとホウトンの背後にいるのがマシスンだと主張し（これまた別人）、混乱に拍車がかかった。
息子のリチャード・クリスチャン・マシスンも小説家、脚本家として知られており、マシスンとは「同姓・同名・同業」となっている。娘について「『E.T.』の脚本家で俳優ハリソン・フォードの前夫人メリッサ・マシスン」とする文献があるが、これは間違いである。
2013年6月23日、ロサンゼルスの自宅で死去。87歳没。

## 受賞
- 全米脚本家組合賞
- ブラム・ストーカー賞　世紀の吸血鬼小説『地球最後の男』 2013
- 世界幻想文学大賞長編部門 『ある日どこかで』 1976
  - ハワード賞・グランドマスター（世界幻想文学大会）1984
- エドガー賞
- 黄金の拍車賞（ウエスタン作家協会主催）

## 影響
初期の長篇『吸血鬼』は、シドニー・サルコウ/ウバルド・ラゴーナ監督&ヴィンセント・プライス主演の『地球最後の男』（The Last Man on Earth, 1964年アメリカ/イタリア）、ボリス・セイガル監督&チャールトン・ヘストン主演の『地球最後の男オメガマン』（The Omega Man, 1971年アメリカ）、フランシス・ローレンス監督&ウィル・スミス主演で『アイ・アム・レジェンド』（I Am Legend, 2007年アメリカ）として3度映画化されている。本作で描写された「夜の一軒家を大勢の吸血鬼が包囲、攻め寄せてくる」というイメージは『ナイト・オブ・ザ・リビングデッド』に取り入れられている。藤子・F・不二雄のSF短編『流血鬼』は本作へのオマージュである。

## 作品リスト（発表順）
『』内は日本語版の題名。短編集はいずれも日本で独自に編纂されたもの。

### 長編
- Someone Is Bleeding 『愛人関係』
- Fury on Sunday 『深夜の逃亡者』
- I Am Legend 『吸血鬼』→『地球最後の男』→『アイ・アム・レジェンド』
- The Shrinking Man 『縮みゆく人間』
- A Stir of Echoes 『渦まく谺』
- Ride the Nightmare 『夜の訪問者』
- Hell House 『地獄の家』
- Somewhere in TimeまたはBid Time Return 『ある日どこかで』 - 1976年度世界幻想文学大賞長編部門大賞受賞
- What Dreams May Come 『奇蹟の輝き』
- Now You See It... 『奇術師の密室』
- Earthbound 『アースバウンド―地縛霊』
- Other Kingdoms 『闇の王国』

### 短編集
- 『13のショック』吉田誠一訳、早川書房〈異色作家短篇集〉
- 『激突!』小鷹信光編訳、早川書房〈ハヤカワ文庫NV〉
- 『モンスター誕生』柿沼瑛子訳、朝日ソノラマ〈ソノラマ文庫海外シリーズ〉
- 『不思議の森のアリス』仁賀克雄訳、論創社
- 『運命のボタン』尾之上浩司編訳、伊藤典夫訳、早川書房〈ハヤカワ文庫NV〉
- 『リアル・スティール』尾之上浩司編訳、伊藤典夫訳、早川書房〈ハヤカワ文庫NV〉
- 『リアル・スティール』小田麻紀訳、角川書店〈角川文庫〉 - 上記とは別編集の短編集

### マシスン作品を収録しているアンソロジー
- 『吸血鬼は夜 恋をする』「死線」「白い絹のドレス」「わが心のジュリー」 「コールガールは花ざかり」収録。伊藤典夫編・訳、文化出版局　のち再刊『吸血鬼は夜恋をする SF&ファンタジイ・ショートショート傑作選』(創元SF文庫) 2002
- 『震える血』　「わが心のジュリー」 収録。ジェフ・ゲルブ他編、夏来健次・尾之上浩司訳、祥伝社文庫

### 映画
- 縮みゆく人間 - The Incredible Shrinking Man（1957年、アメリカ） 監督：ジャック・アーノルド　※脚本も担当
- アッシャー家の惨劇 - House of Usher（1960年、アメリカ） 監督：ロジャー・コーマン　※脚色担当
- 空飛ぶ戦闘艦 - MASTER OF THE WORLD (1961年、アメリカ) 監督：ウィリアム・H・ウィットニー ※脚色担当
- 黒猫の怨霊 TALES OF TERROR（1962年、アメリカ) 監督：ロジャー・コーマン ※脚色担当
- 忍者と悪女 THE RAVEN（1963年、アメリカ) 監督：ロジャー・コーマン ※脚色担当
- 地球最後の男 - The Last Man on Earth（1964年、アメリカ/イタリア） 監督：シドニー・サルコウ/ウバルド・ラゴーナ　※共同脚本・原作
- 地球最後の男オメガマン - The Omega Man（1971年、アメリカ） 監督：ボリス・セイガル
- 激突! - Duel（1972年、アメリカ） 監督：スティーヴン・スピルバーグ　※脚本・原作
- ヘルハウス - The Legend of Hell House（1973年、イギリス） 監督：ジョン・ハフ　※脚本・原作
- 衝撃の懐妊・私は宇宙人の子を宿した - The Strange Within（1974年、アメリカ） 監督：リー・フィリップス　※脚本に参加
- ある日どこかで - Somewhere in Time（1980年、アメリカ） 監督：ヤノット・シュワルツ　※脚本・原作、及びカメオ出演
- キャノンズ - Loose Cannons（1990年、アメリカ） 監督：ボブ・クラーク　※長男とともに脚本に参加
- 奇蹟の輝き - What Dreams May Come（1998年、アメリカ） 監督：ヴィンセント・ウォード
- エコーズ - Stir of Echoes（1999年、アメリカ) 監督：デヴィッド・コープ
- アイ・アム・レジェンド - I Am Legend（2007年、アメリカ） 監督：フランシス・ローレンス
- 運命のボタン - The Box（2009年、アメリカ） 監督：リチャード・ケリー
- リアル・スティール - Real Steel（2011年、アメリカ） 監督：ショーン・レヴィ

## その他
- クリストファー・コンロン編『ヒー・イズ・レジェンド』（小学館文庫、2010年） - マシスン作品へのトリュビュート・テーマアンソロジー